# Ford Thunderbird (troisième génération)
Cette page est une annexe de l'article « Ford Thunderbird ».
La troisième génération de la Ford Thunderbird est une voiture personnelle de luxe produite par Ford pour les années modèles 1961 à 1963. Elle présentait un style nouveau et beaucoup plus élégant (fait par Bill Boyer) que celui des Ford Thunderbird (deuxième génération). Les ventes ont été fortes, sinon tout à fait à la hauteur du record de 1960, à 73 051 modèles dont 10 516 décapotables. Un nouveau V8 FE-Series de 390 pouces cubes (6,4 L) plus grand était le seul moteur disponible (en 1961). La Thunderbird était la pace car de l'Indianapolis 500 de 1961 et figurait en bonne place dans le défilé inaugural du président américain John F. Kennedy, probablement aidé par la nomination du directeur de Ford, Robert McNamara, au poste de secrétaire à la Défense. Elle partageait quelques éléments de style avec la Ford Corsair européenne beaucoup plus petite.

## 1961

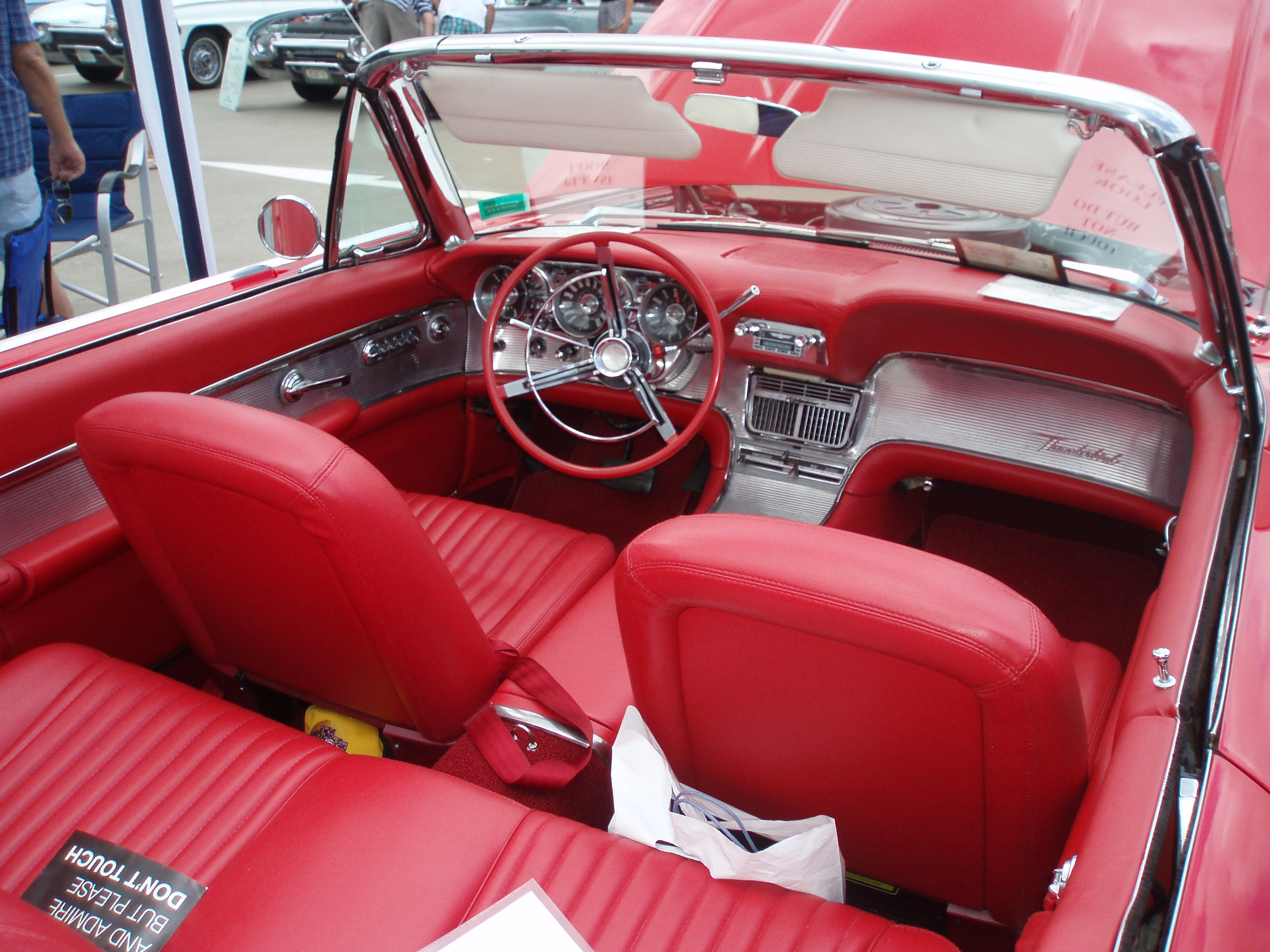
intérieur de Ford Thunderbird 1961 avec volant "Swing-Away"

La Thunderbird de 1961 a introduit plusieurs premières sur le marché automobile. La caractéristique la plus distinctive des Thunderbird de 1961 à 1963 était le volant "Swing Away" très vanté,. Avec la transmission en position de stationnement, le volant glisse d'environ 18 pouces (460 mm) vers la droite, ce qui permet au conducteur de sortir facilement du véhicule. D'autres innovations incluent un rétroviseur flottant. Commune sur presque toutes les automobiles produites aujourd'hui, cette caractéristique a été trouvée pour la première fois sur les Thunderbird de 1961. Selon les options variables, les Thunderbird de 1961 pouvaient être achetés avec des options telles que la climatisation, les vitres électriques, les sièges électriques, la radio AM, les jupes d'aile et les pneus à flancs blancs. Plusieurs caractéristiques de série, comme la direction assistée et les freins assistés, les feux de recul et les sièges baquets étaient des options coûteuses sur la plupart des autres automobiles de l'époque.

## 1962

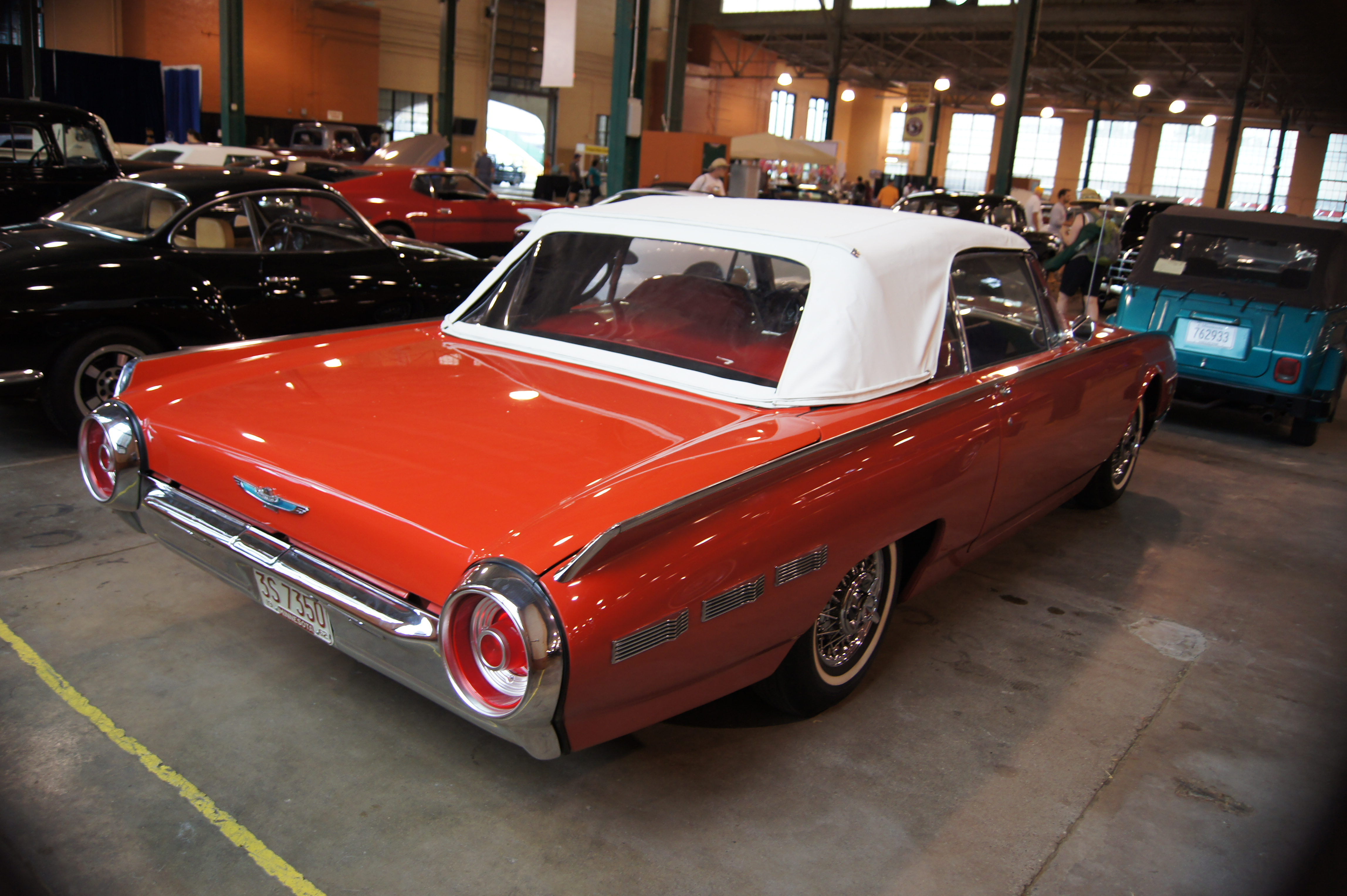
1962 Ford Thunderbird Sports Roadster

1962 a vu de solides chiffres de vente de 78 011 unités (dont 9 884 cabriolets) et l'introduction de la Thunderbird Sports Roadster. La Sports Roadster était une version à production limitée du cabriolet qui ajoutait des roues à 48 rayons conçues par Kelsey-Hayes, des badges spéciaux sur les ailes avant et une barre d'appui côté passager sur le tableau de bord avant. L'ajout le plus frappant sur la Sports Roadster était un couvre-caisse en fibre de verre qui recouvrait les sièges arrière de la voiture et créait une apparence de deux places. 1 427 Sports Roadster ont été produites en 1962, dont 120 modèles avec l'option spéciale M Code indiquée ci-dessous. Les premiers modèles ont souffert de problèmes liés à leurs roues à rayons spécialement conçues. Le problème a été rapidement corrigé lorsqu'Elvis Presley a été impliqué dans un accident dans lequel l'une des roues Kelsey-Hayes s'est effondrée lors d'un virage serré.
Un autre ajout pour 1962 était un code moteur spécial (code moteur M sur le VIN) qui ajoutait un "tripower" ou trois configuration à deux barils sur une version à compression plus élevée du moteur 390. Ce moteur utilisait des têtes 406 ainsi que les mêmes carburateurs que ceux trouvés dans la Ford Galaxie haute performance à moteur 406, mais avec une version modifiée du collecteur d'admission pour permettre un flux d'air approprié sous le moteur. Ce moteur affichait 345 ch (257 kW) mais était considéré comme un échec modérée. L'option pour ce moteur a été discrètement interrompue à mi-chemin de la production au milieu de 1963.
Le modèle Landau a également été introduit en 1962, avec un toit en vinyle et des barres en S simulées sur les montants arrière. Ce fut le début de la mode des années 1960 / 1970 pour les traitements de toiture en vinyle, et le toit en vinyle deviendrait une caractéristique populaire de la Thunderbird pendant les 20 prochaines années.

## 1963

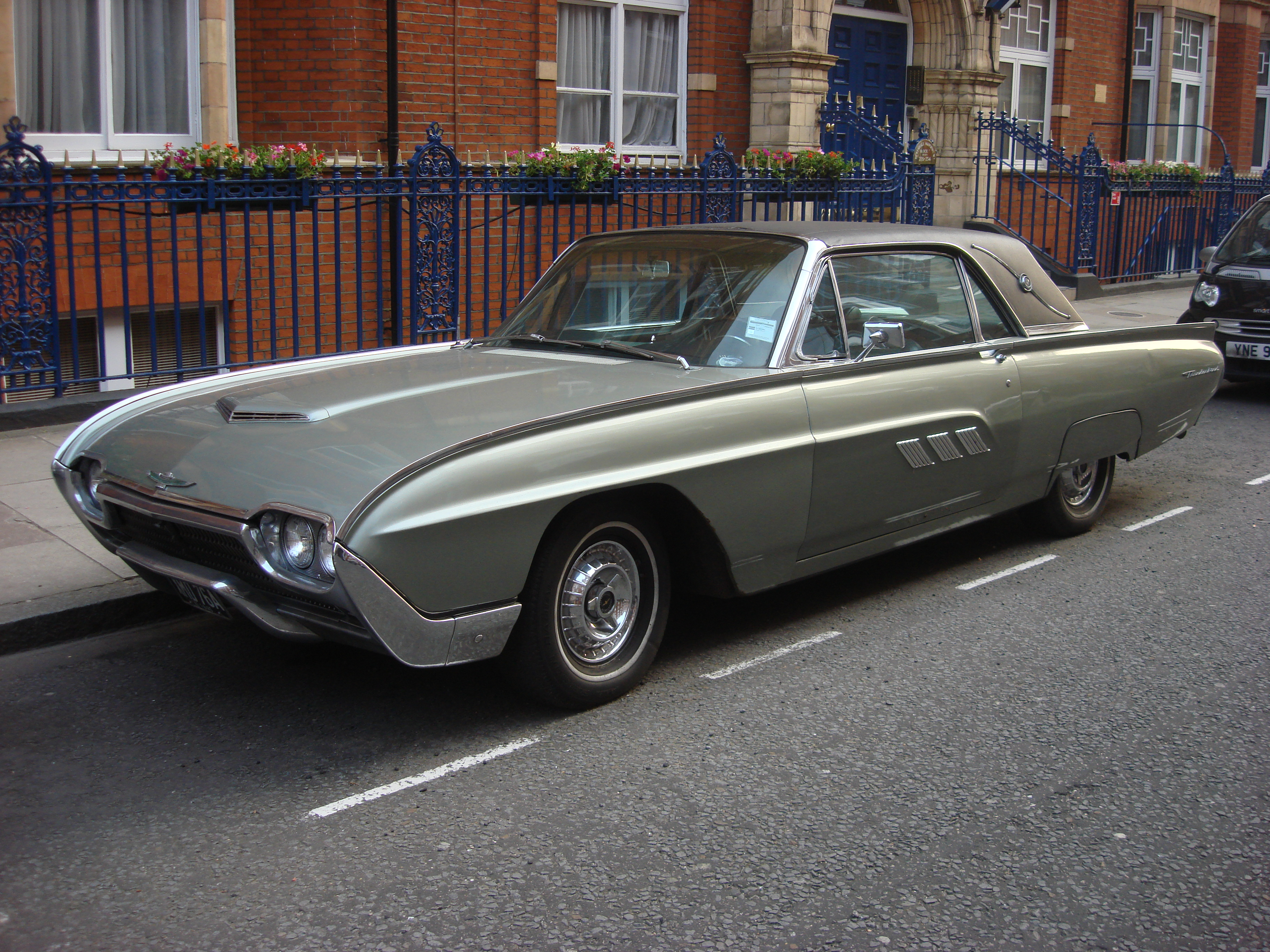
1963 Ford Thunderbird Landau

Les changements pour 1963 ont été relativement légers. Certains ajouts à la liste d'options comprenaient des serrures de porte assistées par dépression et une radio AM / FM; une radio AM et un rétroviseur télécommandé côté conducteur sont devenus la norme. Les chiffres de vente de 1963 étaient en baisse à 63 313 unités. La Landau est devenue le deuxième modèle le plus important après le toit rigide standard, à 12 193 unités vendus. Les Landau ajoutaient une garniture en grain de bois simulé pour aller avec le toit landau. En outre, une édition limitée du modèle Landau, la "Principality of Monaco", a été introduite. Cette voiture Corinthian White, avec un intérieur en cuir blanc était personnalisée avec une plaque affichant le nom du propriétaire et le numéro de production limité de la voiture, elle était limitée et vendue à seulement 2000 unités. Seulement 5 913 cabriolets et 455 Sports Roadster ont été vendus, ce qui indique une baisse de popularité des cabriolets à l'époque.

## Totaux de production
| Année | Production |
| 1961  | 73,051     |
| 1962  | 78,011     |
| 1963  | 63,313     |
| Total | 214,375    |